# 王之良
王之良（？—？），字虞卿，陝西省西安府華陰縣（今陝西省華陰市）人，明末政治人物，同進士出身。

## 生平
萬曆三十七年（1609年），己酉科陕西鄉試中舉。天啟五年（1625年），登乙丑科三甲七十三名進士，授中書舍人。崇禎三年，改浙江道試御史，次年實授。崇禎九年，改太僕少卿。次年，升右僉都御史兼南贛巡撫。西北寇盜蜂起，之良簡練營伍，修飭戰具，得火器新法，製造精良。築城開隍為守禦計，尤加意振興文學，相度賀蘭山形勢，徙建贑學。贑令陳履忠請建廉泉書院，從之，捐置學田數百畝以贍師生。崇禎十五年，改南京兵部右侍郎。崇禎十七年，授右副都御史。